# Sviblovo (métro de Moscou)
Pour les articles homonymes, voir Sviblovo.
Sviblovo (en russe : Сви́блово et en anglais : Sviblovo) est une station de la ligne Kaloujsko-Rijskaïa (ligne 6 orange) du métro de Moscou, située sur le territoire du raïon Sviblovo dans le district administratif nord-est de Moscou.
Elle est mise en service en 1978, lors d'un prolongement vers le nord de la ligne.
La station est ouverte tous les jours aux heures de circulation du métro. Elle est desservie par des autobus.

## Situation sur le réseau
Établie en souterrain, à 8 mètres sous le niveau du sol, la station Sviblovo est située au point 115+37,6 de la ligne Kaloujsko-Rijskaïa (ligne 6 orange), entre les stations Babouchkinskaïa (en direction de Medvedkovo), et Botanitcheski sad (en direction de Novoïassenevskaïa).
En direction de Babouchkinskaïa les deux voies sont reliées à un court embranchement qui rejoint le dépôt de Sviblovo.

## Histoire
La station Sviblovo est mise en service le 29 septembre 1978, lors de l'ouverture à l'exploitation du prolongement vers le nord, de 8,1 kilomètres, entre les stations VDNKh et Medvedkovo. La station est dénommée en rappel du nom du quartier.